# Sago (Costa d'Avorio)
Sago è una città e sottoprefettura della Costa d'Avorio appartenente al  dipartimento di Sassandra. Conta una popolazione di 58 354 abitanti (censimento 2014).